# تنبیه (ترانه)
«تنبیه» (به انگلیسی: Punish) ترانه‌ای از از خواننده-ترانه‌پرداز و تهیه‌کنندهٔ موسیقی آمریکایی اتل کین می‌باشد که در دومین آلبوم استودیویی وی تحت عنوان منحرفین (۲۰۲۵) قرار دارد.